# Il meglio (Ivan Cattaneo)
Il meglio è un album raccolta di Ivan Cattaneo pubblicato nel 1996 dall'etichetta D.V. More Record. 
Come riporta il booklet si tratta di nuove incisioni completamente riarrangiate.

## Tracce
1. Ho difeso il mio amore
2. Se perdo anche te
3. Io ho in mente te
4. Piangi con me
5. La bambolina che fa no no
6. La bambola
7. Sognando la California
8. Medley: Una zebra a pois / Tintarella di luna
9. Che colpa abbiamo noi
10. Un ragazzo di strada
11. Il geghegé
12. Ragazzo triste
13. Nessuno mi può giudicare
14. Bang Bang
15. Sono bugiardo